# Adam Świnka z Zielonej
Adam Świnka z Zielonej (lateinisch Adam Suinca de Zelona oder Adamus Porcarius; * Ende des 14. Jahrhunderts; † vor dem 22. Oktober 1433) war ein polnischer Kanoniker und Verfasser von lateinischen Gedichten.

## Leben
Adam Świnka kam als Sohn des Kastellans Adam Świnka in Masowien zur Welt. An die Universität Krakau schrieb er sich 1411 ein. Von 1427 bis 1433 war er Kanoniker in Łęczyca und arbeitete daben von 1427 bis 1431 als Notarius in der königlichen Kanzlei von Władysław II. Jagiełło. In dieser Funktion war er 1427 Botschafter in Rom und 1429 ins Heilige Römische Reich. Daneben war er 1431 Kanoniker an der Stiftskirche des Hl. Georgs in Gniezno, anschließend von 1432 bis 1433 Kanoniker in Gniezno und Krakau und 1433 in Włocławek. Er starb vor dem 22. Oktober 1433.

## Werk
Adam Świnka schrieb nur auf Latein und setzte in seinen Gedichten häufig ein Akrostichon ein, das ihn als Autor erkennen lässt oder manchmal eine Widmung des Gedichtes verbirgt, z. B. an den Krakauer Bischof Jan Prandota.
Er verfasste u. a. Sequenzen über die Heilige Barbara, Adalbert von Prag, Maria und Stanislaus von Krakau sowie Hymnen über Stanislaus von Krakau.
Daneben war er Verfasser von zwei Trauergedichten über den Tod von Zawisza Czarny (1428) und von Hedwig Jagiellonica, der Tochter von Władysław II. Jagiełło (1431).
Ein Epos über Kasimir III. war Józef Andrzej Załuski noch bekannt, gilt heute aber als verloren.

## Ausgaben
- Henryk Kowalewicz (Hrsg.): Cantica medii aevi polono-latina. Tom 1: Sequentiae. Warschau 1964, S. 54–58.
- Hymny polskie. In: Henryk Kowalewicz, Jerzy Morawski (Hrsg.): Musica Medii Aevi. Band 8. Krakau 1991, S. 115–117.
- Adami Porcarii Epitaphium Zavisi Nigri et Hedvigis, Wladislai Jagellonis filiae. In: Christina Weyssenhoff (Hrsg.): Bibliotheca Latina Medii et Recentioris Aevi. Band 2. Warschau 1964.